# Davide Montemurri
Davide Montemurri (* 25. April 1930 in Tarent; † 4. Juli 2021 in Nettuno) war ein italienischer Schauspieler, Fernseh- und Filmregisseur.
Montemurri diplomierte an der Accademia dell'Arte Drammatica im Jahr 1952 und war dann als Theaterschauspieler aktiv. Er feierte einige kleinere Erfolge in Fernsehfilmen wie Tom Jones und hatte auch einige Kinorollen inne. 1963 inszenierte er (Alle 6, chausée d'Antin) erstmals für das Fernsehen, bei dem er in der Folgezeit zahlreiche Erfolge in dieser Funktion feiern konnte, Es entstanden Klassiker wie Agamemnon (mit Giorgio Albertazzi und Anna Proclemer), Anna dei miracoli, Arsen und Spitzenhäubchen und Somenica dolce domenica. Auch für die Bühne arbeitete er gelegentlich.
Nachdem er in den 1960er Jahren gelegentliche Berührungspunkte mit dem Kino gehabt hatte (zweimal als Schauspieler sowie einmal als Regieassistent Vittorio De Sicas), drehte Montemurri 1975 seinen einzigen abendfüllenden Spielfilm. Die leicht anarchische Komödie Lezioni di violoncello con toccata e fuga, die er auch selbst geschrieben hatte, war kein großer Erfolg. In den 1980er Jahren folgten weitere Fernseharbeiten.
Montemurri starb am 4. Juli 2021 im Alter von 91 Jahren in Nettuno.

## Filmografie (Auswahl)
- 1961: Letztes Jahr in Marienbad (L’Année dernière à Marienbad)
- 1975: Lezioni di violoncello con toccata e fuga